# Platon Petrowitsch Beketow

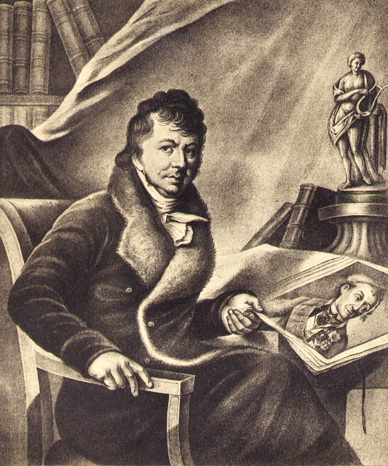
Platon Petrowitsch Beketow (1818, Graveur A. A. Ossipow nach einem Original von Friedrich Kühnel)

Platon Petrowitsch Beketow (russisch Платон Петрович Бекетов; * 11. Novemberjul. / 22. November 1761greg. in Simbirsk; † 6. Januarjul. / 18. Januar 1836greg. in Moskau) war ein russischer Verleger.

## Leben
Beketow stammte aus einer Familie türkischer Herkunft. Sein Vater Pjotr Afanasjewitsch Beketow war Gutsbesitzer und heiratete in zweiter Ehe die erbberechtigte Tochter Irina Iwanowna (1741–1823) des Millionärs Iwan Semjonowitsch Mjasnikow, wodurch er Besitzer eines riesigen Vermögens wurde. Beketows Onkel Nikita Afanasjewitsch Beketow war Favorit der Kaiserin Elisabeth.
Beketow absolvierte ein Internat in Simbirsk und Kasan zusammen mit seinem Vetter Iwan Iwanowitsch Dmitrijew. Als im Herbst 1773 sich die Armee Jemeljan Iwanowitsch Pugatschows näherte, zog die Familie Beketow nach Moskau. Dort wurde Beketow 1774–1776 weiter im Internat des Professors der Universität Moskau Johann Matthias Schaden ausgebildet wie auch sein entfernter Verwandter Nikolai Michailowitsch Karamsin. Im September 1776 trat Beketow als Sergeant in das Semjonowski-Leibgarderegiment in St. Petersburg ein, das er im Januar 1788 als Premiermajor verließ. 1791 trat er in den Dienst des Heroldsamts des Senats in St. Petersburg.
Ab 1798 lebte Beketow in Moskau, wo er sich für das Sammeln und Herausgeben von Porträts und Büchern begeisterte. 1801 eröffnete er seine eigene Druckerei, die als eine der besten in Moskau galt. Hier wurden Werke russischer Autoren gedruckt, so von Michail Matwejewitsch Cheraskow, Ippolit Fjodorowitsch Bogdanowitsch, Nikolai Iwanowitsch Gneditsch, Wassili Andrejewitsch Schukowski, Denis Iwanowitsch Fonwisin, die er selbst redigierte. 1801 und 1811 gab er trotz Verbots Werke Alexander Nikolajewitsch Radischtschews heraus. Bei seiner Arbeit bemühte sich Beketow, der Vorgehensweise Nikolai Iwanowitsch Nowikows zu folgen.
Beketow stellte sich die Aufgabe, einen Sammelband mit den Porträts der hervorragenden Persönlichkeiten Russlands herauszugeben. Dazu legte er sich eine Sammlung von mehreren Hundert authentischen Porträts in Form von Gemälden und Grafiken an, wobei er keine Kosten scheute. Für die Anfertigung der Druckgrafiken richtete er eine Graveurschule ein, in der unter der Aufsicht des Graveurs Alexei Agapijewitsch Ossipow (1770–1850) eigene und von anderen gekaufte leibeigene Bauern mehr als 300 Druckplatten gravierten. 1801 veröffentlichte er den Pantheon russischer Autoren in Form von 4 Heften mit 5 Porträts pro Seite und Nikolai Michailowitsch Karamsins Text. In den folgenden 20 Jahren bereitete er eine Gesamtausgabe in 4 Teilen mit je 50 Porträts vor. Es erschien jedoch nur der erste Teil, der vom Publikum nicht angenommen und nur in kleiner Auflage gedruckt wurde. Nach Beketows Tod wurde die kostbare Sammlung von 306 Kupferplatten für 8500 Rubel an die Brüder Kirejewski verkauft, die dann auch nur einen kleinen Teil veröffentlichten.
Abgesehen von den Porträts gab Beketow 1810 eine Beschreibung in Ansichten der Feier der Hochzeit Zar Michaels I. mit Jewdokija Lukjanowna Streschnewa 1626 heraus. 1811 wurde Beketow zum Vorsitzenden der Moskauer Gesellschaft für Geschichte und russische Altertümer gewählt.
1812 richtete ein Brand in Beketows Druckerei und auch in seiner Bibliothek und Sammlung große Schäden an. Beketow zog sich darauf in seine Datsche beim Simonow-Kloster am Rande Moskaus zurück, wo er verarmt bis zu seinem Tod lebte. Sein Amt als Vorsitzender der Moskauer Gesellschaft für Geschichte und russische Altertümer nahm er mit großer Tatkraft bis 1823 wahr. Um 1820 bekam er mit einer Leibeigenen einen Sohn, der Alexander Ketow genannt wurde. Beketow gab seinem Sohn eine gute Erziehung. Alexander Ketow lernte das Zeichnen bei Alexander Petrowitsch Nekrassow und das Gravieren in der Graveurschule bei A. A. Ossipow. Ketow liebte die Jagd und durfte in dem Tjufelewa-Hain jagen, der Beketows Schwager Alexander Dmitrijewitsch Balaschow gehörte.